# Hans Pietsch (Kryptologe)
Hans Karl Georg Heinrich Pietsch (* 22. November 1907; † 14. Oktober 1967 in Berlin) war ein deutscher Mathematiker und Kryptologe. Während des Zweiten Weltkriegs leitete er das Referat 7 „Sicherheit eigener Verfahren“ innerhalb der Inspektion 7 Gruppe VI (In 7/VI), also der kryptanalytischen Gruppe des Oberkommandos des Heeres (OKH) mit Sitz am Matthäikirchplatz, unweit des Bendlerblocks, in Berlin.

## Leben
Vor dem Krieg hatte Hans Pietsch Mathematik studiert und an der Humboldt-Universität zu Berlin bei Ludwig Bieberbach promoviert (Titel seiner Dissertation: „Über Flächen, die ein Bündel geschlossener Geodätischer oder ein Paar konjugierter Gegenpunkte besitzen“). Kurz nach Beginn des Krieges, am 22. November 1939, kam er zur Gruppe IV des OKH (OKH/In 7/IV). Dort arbeitete er zusammen mit anderen Mathematikern, wie Carl Boehm und Friedrich Steinberg, an der Überprüfung der Sicherheit eigener Verfahren, wie insbesondere des Maschinenschlüssels Enigma. Kurz zuvor, gegen Ende des Überfalls auf Polen, hatte  die Wehrmacht polnische Dokumente erbeutet, die den Verdacht nährten, Enigma-Funksprüche hätten durch die Polen entziffert werden können. (Dies war tatsächlich bereits seit acht Jahren der Fall, was sie aber nicht wussten, siehe auch Entzifferung der Enigma und unter Weblinks: Geheimoperation Wicher, polnischer Tarnname Wicher für deutsch „Sturm“). Daher wurde In 7/IV damit beauftragt, diese Möglichkeit zu überprüfen.
Obwohl die drei bisher noch keinerlei Erfahrungen als Kryptoanalytiker gesammelt hatten, konnten sie die bis dahin von OKW/Chi vorgeschriebene Spruchschlüsselverdopplung als eine erhebliche kryptographische Schwachstelle des bisherigen Schlüsselverfahrens identifizieren und das Oberkommando davon zu überzeugen, dies abzustellen. Als Folge wurde am 1. Mai 1940 (neun Tage vor Beginn des Westfeldzugs) bei Heer und Luftwaffe die Schlüsselprozedur radikal geändert und die unsichere Spruchschlüsselverdopplung fallengelassen. Von nun an wurde der Spruchschlüssel nur noch einfach übertragen.
Im Januar 1941 wurde die neue Gruppe VI innerhalb der Inspektion 7 formiert und übernahm die Aufgaben der vorherigen Gruppe IV. Pietsch’ Kollege Carl Boehm wurde Referatsleiter des Referats 7 „Sicherheit eigener Verfahren“ und er selbst dessen Stellvertreter. Nach dem Weggang von Boehm wurde Hans Pietsch ab April 1941 der Referatsleiter.
Nach dem Krieg wurde er von den Alliierten gefangen genommen und im Internierungslager Moosburg (dem ehemaligen Stammlager VII A der Wehrmacht) bis Juni 1946 festgehalten. Anders als viele seiner Kollegen, wurde er nicht vom Target Intelligence Committee (TICOM) verhört. Nach seiner Freilassung kehrte er zur wissenschaftlichen Arbeit zurück und arbeitete bis zu seinem Tode für die Akademie der Wissenschaften der DDR und das Zentralblatt für Mathematik.